# Homeland (entreprise)
Pour les articles homonymes, voir Homeland.
Homeland est une société de gestion immobilière, d'abord syndic de copropriété puis gestionnaire locatif et agent immobilier, présent en France et en Belgique.

## Historique
L'entreprise a été créée en 2016 pour répondre au manque de réactivité des syndics traditionnels, avec une hotline accessible 24/7,.
En 2020, elle atteint 350 immeubles et devient leader des syndics modernes. Elle compte alors parmi les meilleurs taux de satisfaction de la profession.
Elle devient aussi le premier syndic en France à réaliser une assemblée générale avec vote par correspondance, depuis son autorisation par la loi ELAN du 27/06/2019,,.
En 2022, la société devient entreprise à mission, et premier syndic à le faire[source insuffisante].
En 2023, avec le rachat de Managimm, elle accède au marché belge, ainsi qu'au partage d'énergie renouvelable produite dans les parties communes des copropriétés, entre ses copropriétaires.
En 2024, Homeland gère 850 copropriétés en France et en Belgique.